# De Amsterdam
Die De Amsterdam ist ein 1990/91 als Clara Schumann für Viking River Cruises in Basel gebautes Kabinenfahrgastschiff. Sie wurde wie alle Schiffe der Gesellschaft in Oberwesel registriert. Das Schiff war von 1991 bis 2000 für die Köln-Düsseldorfer im Einsatz. Seit 2017 fährt das Schiff für Best-BikeTours. Sie ist das baugleiche Schwesterschiff der Theodor Fontane.

## Geschichte

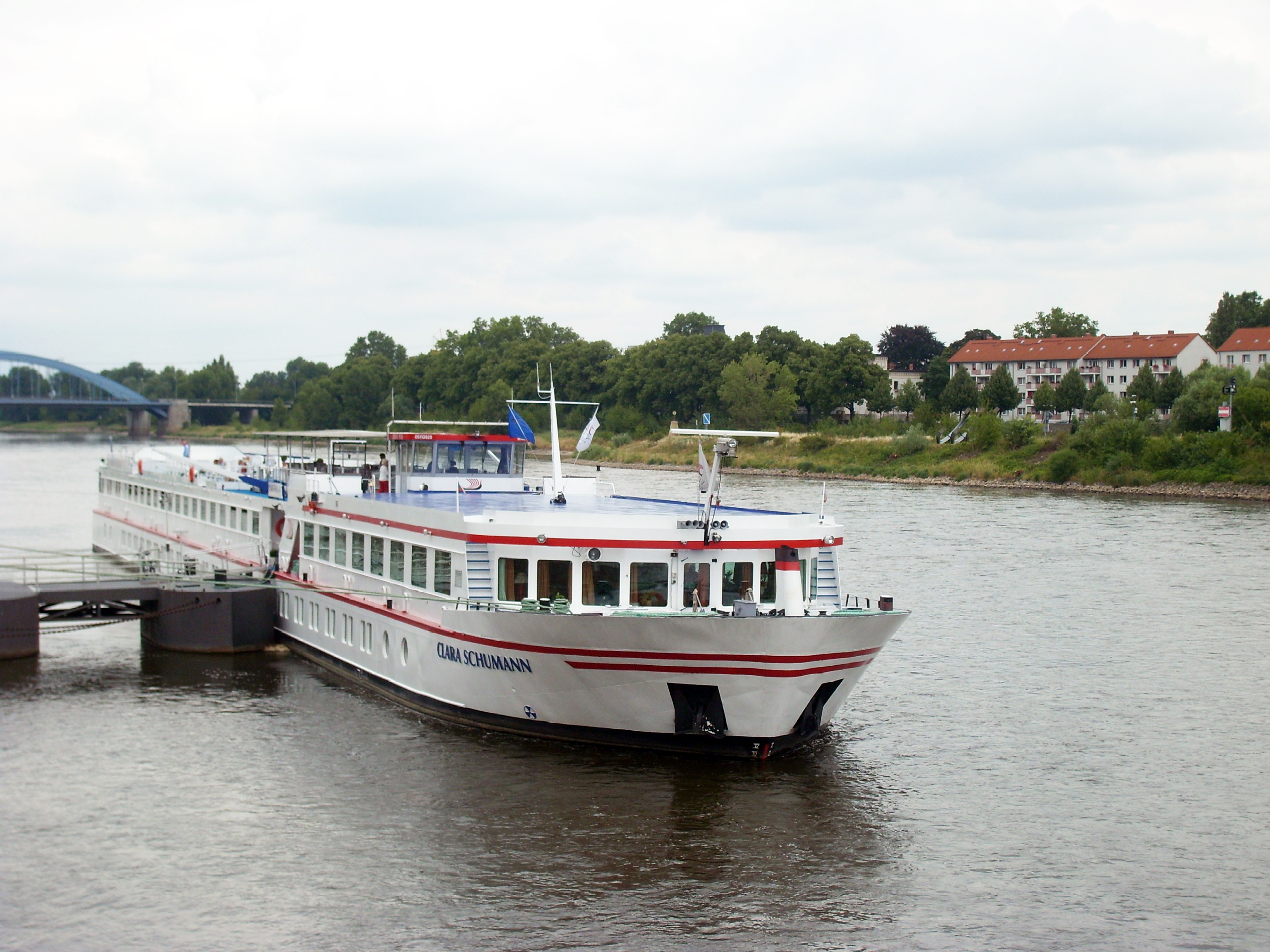
Clara Schumann am Anleger Magdeburg

Nach der Wende führte die Köln-Düsseldorfer um die Elbe für zukünftige Flusskreuzfahrten zu erschließen mit dem elbgängigen Schiff St. Caspar der Tours Incomming GmbH in Düsseldorf vom 2. bis 7. Juni 1990 eine Testfahrt von Hamburg nach Dresden durch. Nach den erlangten Erkenntnissen plante die Reederei in Zusammenarbeit mit dem Antriebhersteller Schottel und der Bauwerft De Biesbosch ein Kabinenfahrgastschiff, das durch den Einbau von Ballastwassertanks auch bei niedrigem Wasserstand der Elbe einsetzbar sein sollte. Nach Modell-Versuchen, die in der Versuchsanstalt für Binnenschiffbau in Duisburg durchgeführt wurden, erfolgte am 24. Juli 1990 ein Weftauftrag für zwei baugleiche Schiffe mit 64 Fahrgastkabinen. Die Kiellegung des unter der Bau-Nummer 842 gefertigten Schiffs erfolgte im August, der Stapellauf am 16. Februar 1991. Vom 18. April bis 21. April wurde der fertiggestellte Rohbau mit Condock III, einem selbstfahrenden Dockschiff, von Amsterdam nach Hamburg überführt, wo die Endausrüstung unter der Mithilfe der Schiffswerft Grube stattfand. Vom 1. Mai bis 7. Mai 1991 fuhr das Schiff mit eigener Kraft nach Dresden, wo es am 11. Mai von Gräfin Giulia Gori-Mazzoleni auf den Namen ihrer Urgroßmutter Clara Schumann getauft wurde. Bei der anschließenden vierstündigen Jungfernfahrt fand die Übergabe der Bauwerft an die Elbe-Kreuzfahrten GmbH, einem einhundertprozentigen Tochterunternehmen der Köln-Düsseldorfer, statt. Ab dem 15. Mai 1991 wurde sie im Plandienst zwischen Magdeburg und Dresden eingesetzt. Der Besitz der Clara Schumann wurde am 28. August 1997 an die KD Deutsche Flusskreuzfahrten GmbH übertragen, die das Schiff ab 1999 auf der verlängerten Fahrtstrecke von Lauenburg/Elbe bis Ústí nad Labem einsetzte. Als die Premicon AG am 9. März 2000 Hauptaktionär der Köln-Düsseldorfer wurde, übernahm Viking River Cruises das Flusskreuzfahrtgeschäft der Gesellschaft inklusive aller dort eingesetzten Schiffe. Das Einsatzgebiet der Clara Schumann änderte sich dadurch nicht. Von 2010 bis Anfang 2011 wurde das Schiff komplett modernisiert. Anschließend wurde es vom Veranstalter unter dem Namen Viking Schumann vermarktet, obwohl es nicht umbenannt wurde.
2017 wurde das Schiff verkauft. In der Folge wurde es von Best-BikeTours zunächst unter dem Namen Lale Andersen und seit 2018 unter dem Namen De Amsterdam vermarktet.

## Ausstattung und Technik
Die Clara Schumann ist ein Dreideck-Kabinenschiff der 4-Sterne-Kategorie mit 48 Doppelkabinen à 11 m² und 8 Deluxekabinen mit 15 m² Grundfläche. Alle Kabinen sind klimatisiert und jeweils mit einer Dusche, Telefon und TV-Gerät ausgestattet. In den Deluxekabinen wurden trennbare Doppelbetten aufgestellt. Hinter Bugstrahlruderaum und Küche befindet sich im Hauptdeck das Bordrestaurant, das nur vom darüber liegenden Aussichtssalon betreten werden kann. Im Eingangsbereich des Oberdecks wurde neben der Rezeption auch ein Bordshop eingerichtet. Das mittschiffs hinter dem Steuerhaus liegende Sonnendeck wurde mit Liegestühlen und teilweise überdachten Sitzgruppen ausgestattet. Alle Decks sind über Treppenlifte auch für gehbehinderte Fahrgäste zu erreichen.
Das Schiff wird über drei Achtzylinder-Dieselmotoren vom Typ Deutz AM816 à 400 kW über drei Schottel Pump-Jets vom Typ SPJ 80 II angetrieben. Das ebenfalls von Schottel produzierte Bugstrahlruder vom Typ SPJ 57 verfügt über einen 220 kW starken elektrischen Antrieb. Das Schiff ist 94,80 m lang, 11,00 m breit. Der Tiefgang wird mit 1 m angegeben. Durch befüllen von vier Trimmtanks die sich im Doppelboden am Bug und Heck des Hauptdecks befinden kann der Tiefgang bei niedrigen Brückendurchfahrten auf maximal 1,27 m erhöht werden.